# Hasso von Manteuffel

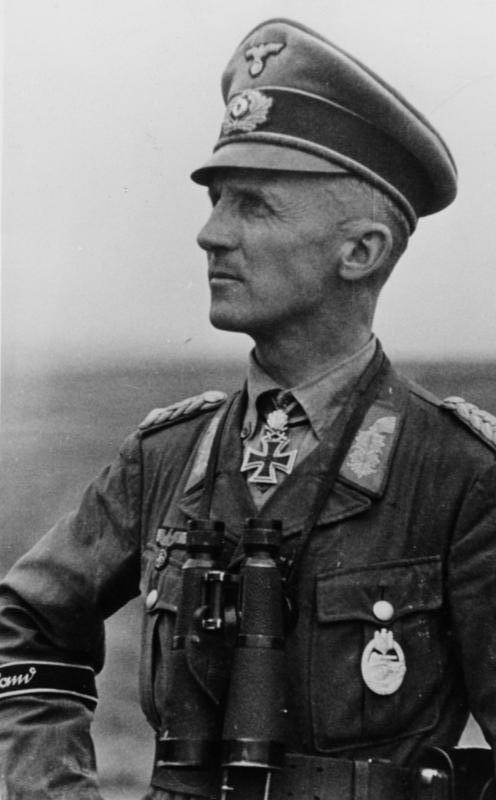
Hasso von Manteuffel (1944) mit Ärmelstreifen „Grossdeutschland“ in Sütterlinschrift

Hasso Eccard von Manteuffel (* 14. Januar 1897 in Potsdam; † 24. September 1978 in Reith, Österreich) war ein deutscher General der Panzertruppe im Zweiten Weltkrieg sowie Politiker (FDP, FVP, DP) und von 1953 bis 1957 Mitglied des Deutschen Bundestages. 1959 wurde er wegen Totschlags verurteilt aufgrund der Erschießung eines Soldaten, der nur zu einer Haftstrafe verurteilt worden war.

## Leben
Hasso Eccard war der Sohn des preußischen Hauptmanns Eckard August Gerdt Erdmann von Manteuffel  (1863–1904) und dessen Ehefrau Susanne, geborene Ende (1874–1921), 1908 wieder verheiratet mit dem kgl. preuß. Major Otto von Stockhausen. Susanne war die Tochter des Architekten und Präsident der Akademie der Bildenden Künste, Baurat Prof. Hermann Ende und der Auguste Dickmann-Becker. Hasso von Manteuffel hatte drei Schwestern, die alle ledig blieben.

### Erster Weltkrieg
Während des Ersten Weltkrieges legte er, aus dem Kadettenkorps kommend, das Abitur an der Hauptkadettenanstalt in Berlin-Lichterfelde ab. Am 22. Februar 1916 trat er als Fähnrich in das Husaren-Regiment „von Zieten“ (Brandenburgisches) Nr. 3 in Rathenow ein. Am 28. April 1916 erfolgte dort seine Beförderung zum Leutnant. Mit seinem Regiment kam er an der Westfront zum Einsatz und wurde mit beiden Klassen des Eisernen Kreuzes, dem Verwundetenabzeichen in Schwarz sowie dem Braunschweiger Kriegsverdienstkreuz II. Klasse ausgezeichnet.

### Zwischenkriegsjahre
Nach Kriegsende war Manteuffel ab Januar 1919 Adjutant des Freikorps von Burghard von Oven in Berlin. Im Mai 1919 wurde er in die 100.000-Mann-Reichswehr übernommen und dem Reichswehr-Kavallerie-Regiment 18 zugeteilt. Im Zuge der weiteren Verringerung der Reichswehr wurde er zum 3. (Preußisches) Reiter-Regiment versetzt, wo er in der 2. Eskadron diente. Ende 1924 erfolgte seine Ernennung zum Adjutanten, am 1. April 1925 seine Beförderung zum Oberleutnant. Am 1. Oktober 1932 Chef der 5. Schwadron des Reiter-Regiments 17. Am 1. März 1937 wurde er Referent im OKH im Allgemeinen Heeresamt in der Inspektion der Schnellen Truppen (später Inspektion der Panzertruppe).
Am 23. Juni 1921 heiratete er Armgard von Kleist, die Nichte des später zum Generalfeldmarschall ernannten Ewald von Kleist. Das Paar bekam zwei Kinder.
Manteuffel war in den 1930er Jahren ein bekannter Sportreiter. 1936 diente er unter anderem als Taktiklehrer an der Panzertruppenschule I in Wünsdorf südostwärtig von Berlin.

### Zweiter Weltkrieg

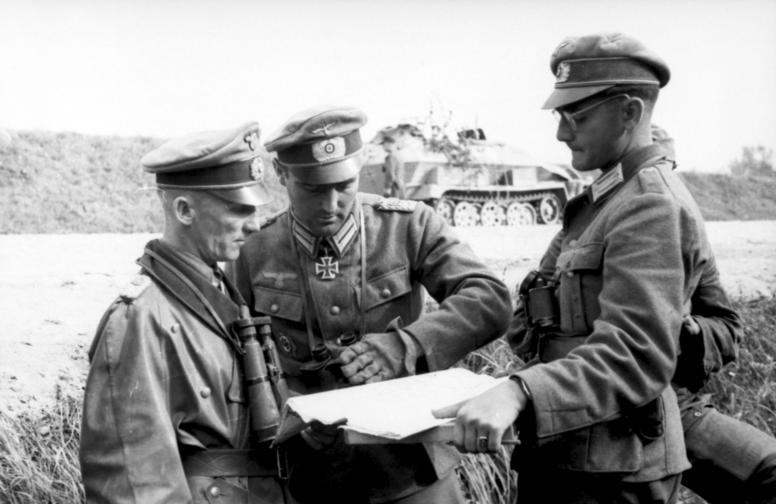
Hasso von Manteuffel (links), Major Hugo Schimmel (Mitte) bei der Beratung mit Offizieren der Division Großdeutschland (Vilkaviskis, Litauen, ab dem 9. August 1944)

Bei Ausbruch des Zweiten Weltkrieges war Manteuffel Oberstleutnant. Er wurde noch vor dem deutschen Angriff auf die Sowjetunion Bataillonskommandeur in der 7. Panzer-Division (Gespensterdivision). Im August des gleichen Jahres übernahm er das Schützen-Regiment 7,  und am 1. Oktober 1941 wurde er zum Oberst befördert. Ende November 1941 drang er mit der sogenannten „Kampfgruppe Manteuffel“ bis auf 50 km an den Stadtrand von Moskau vor. Für die Eroberung einer strategisch wichtigen Brücke wurde er am 31. Dezember 1941 mit dem Ritterkreuz des Eisernen Kreuzes ausgezeichnet. Ab Juli 1942 war Manteuffel Kommandeur der 7. Panzer-Grenadier-Brigade der 7. Panzer-Division an der Ostfront.
Im Winter 1942/43 wurde er nach Nordafrika abkommandiert, um dort während des Tunesienfeldzugs als Divisionskommandeur (Division „von Manteuffel“) zu dienen. Im Tuniskessel erkrankte er so schwer, dass er Ende April 1943 zur Behandlung nach Deutschland geschickt werden musste. Am 1. Mai 1943 erfolgte seine Beförderung zum Generalmajor. Nach seiner Genesung wurde er im August 1943 Kommandeur der 7. Panzer-Division im südlichen Abschnitt der Ostfront. Im Februar 1944 wurde Manteuffel zum Generalleutnant befördert und am 1. Februar 1944 zum Kommandeur der Panzergrenadier-Division Großdeutschland ernannt, welche anfangs ebenfalls im Süden der Ostfront, später im Baltikum eingesetzt war.
Am 1. September 1944 wurde Manteuffel von Hitler im Beisein von Guderian im „Führerhauptquartier“ zum General der Panzertruppe befördert unter gleichzeitiger Ernennung zum Oberbefehlshaber der 5. Panzerarmee an der Westfront. Ab 16. Dezember 1944 nahmen sieben seiner Divisionen an der Ardennenoffensive teil. Manteuffel gelang es nach dem Stillstand der Offensive, trotz der gut geführten Gegenangriffe von General George S. Patton, seine Truppen zurückzunehmen, so dass diese der Vernichtung entgingen.
Im März 1945 wurde Manteuffel zum Oberbefehlshaber der 3. Panzerarmee ernannt, die in Pommern das Vordringen der Roten Armee über die Oder verhindern sollte. Doch seine Armee war dazu nicht mehr in der Lage, und er wich nördlich von Berlin über die Elbe aus.
Durch Verhandlungen mit britischen Generälen erreichte Manteuffel im Mai 1945, dass er mit 300.000 deutschen Soldaten in britische statt in sowjetische Kriegsgefangenschaft geriet. Nachdem er in verschiedenen Gefangenenlagern in Großbritannien interniert war, wurde er in amerikanische Gefangenschaft übergeben. Aus dieser wurde er 1947 entlassen.

### Nachkriegsjahre
Nach dem Krieg war Manteuffel, nunmehr in Neuss, beruflich Angestellter der Bank von Robert Pferdmenges, und wurde auch in der Politik tätig. Seit 1949 gehörte er der FDP an, er nahm 1950 nach Angaben des britischen Geheimdienstes Kontakte zur Bruderschaft auf, einer Vereinigung von Altnazis rund um den ehemaligen Gauleiter Karl Kaufmann, die die junge Bundesrepublik Deutschland unterwandern wollte; der Club war ideell und personell ein Vorläufer des Naumann-Kreises, auch „Gauleiter-FDP“ genannt. Von 1953 bis 1957 war er Mitglied des Bundestages. Er war zunächst verteidigungspolitischer Sprecher seiner Partei. Nach dem Koalitionswechsel der FDP in Nordrhein-Westfalen von der CDU zur SPD verließ er am 23. Februar 1956 mit der Euler-Gruppe die Liberalen und beteiligte sich an der Gründung der FVP, deren stellvertretender Fraktionsvorsitzender er wurde. Als sich die FVP bereits am 14. März 1957 der Deutschen Partei anschloss, tat dies auch Manteuffel. Der Ex-General, der sich schon früh für einen deutschen Verteidigungsbeitrag zur NATO einsetzte, schlug vor, nach dem Vorbild der Parlamentsarmee von 1848 die neuen Streitkräfte „Bundeswehr“ zu nennen. 1957 wurden gegen ihn und die Abgeordneten Martin Blank (DP) und Fritz Berendsen (CDU) Vorwürfe im Zusammenhang mit Rüstungsaufträgen laut. Der Verteidigungsausschuss des Bundestages, dem er von 1953 bis 1957 als ordentliches Mitglied angehörte, wurde daraufhin als Untersuchungsausschuss gemäß Artikel 45a Grundgesetz tätig, konnte die Vorwürfe jedoch nicht bestätigen.
1959 wurde er vor einem Schwurgericht des Totschlages angeklagt. Er hatte im Jahr 1944 einen Soldaten wegen Feigheit vor dem Feind vor ein Kriegsgericht gestellt, weil dieser während einer nächtlichen Wache die Entführung zweier seiner Kameraden beobachtet, aber weder eingegriffen noch diesen Vorfall gemeldet hatte. Das Kriegsgericht entschied auf Haft, aber Manteuffel ließ den Soldaten erschießen. Manteuffel wurde am 21. August 1959 wegen Totschlags in minder schwerem Fall zu einem Jahr und sechs Monaten Gefängnis verurteilt, aber bereits nach zwei Monaten auf Fürsprache des ausscheidenden Bundespräsidenten Theodor Heuss freigelassen. Die Revision von Manteuffels gegen die Haftstrafe wurde am 21. März 1960 vom Bundesgerichtshof zurückgewiesen.
1968 wurde er zu einem Besuch an die US-Militärakademie in West Point, New York eingeladen. Zudem besuchte er auf Einladung des US-Generalstabschefs General William Westmoreland das Verteidigungsministerium der Vereinigten Staaten und auf Wunsch des ehemaligen US-Präsidenten Dwight D. Eisenhower das Weiße Haus.
Ende der 1960er Jahre war Manteuffel als deutscher militärischer Berater für US-Kriegsfilme tätig. Er starb am 24. September 1978 während einer Urlaubsreise in Österreich und wurde in Deutschland bestattet. Der Spiegel, The Times und andere Medien veröffentlichten Nachrufe.

## Auszeichnungen
- Verwundetenabzeichen (1939) in Silber
- Panzerkampfabzeichen in Silber II. Stufe
- Medaille Winterschlacht im Osten 1941/42
- Ritterkreuz des Eisernen Kreuzes mit Eichenlaub, Schwertern und Brillanten
  - Ritterkreuz am 31. Dezember 1941
  - Eichenlaub am 23. November 1943 (332. Verleihung)
  - Schwerter am 22. Februar 1944 (50. Verleihung)
  - Brillanten am 18. Februar 1945 (24. Verleihung)
- Ärmelband Afrika
- Viermalige Nennung im Wehrmachtbericht: am 8. Oktober 1943, 16. November 1943, 14. März 1944, 8. Mai 1944